# Peyrat-de-Bellac
Peyrat-de-Bellac is een gemeente in het Franse departement Haute-Vienne (regio Nouvelle-Aquitaine) en telt 1104 inwoners (1999). De plaats maakt deel uit van het arrondissement Bellac.

## Geografie
De oppervlakte van Peyrat-de-Bellac bedraagt 31,6 km², de bevolkingsdichtheid is 34,9 inwoners per km².
De onderstaande kaart toont de ligging van Peyrat-de-Bellac met de belangrijkste infrastructuur en aangrenzende gemeenten.

## Demografie
Onderstaande figuur toont het verloop van het inwonertal (bron: INSEE-tellingen).